# Eix hipotalàmic-hipofisiari-tiroidal

L'eix hipotalàmic-hipofisiari-tiroidal (eix HHT) forma part del sistema neuroendocrí responsable de la regulació del metabolisme i també respon a l'estrès.
Com el seu nom indica, depèn de l'hipotàlem, la hipòfisi i la glàndula tiroide.
L'hipotàlem detecta nivells circulants baixos d'hormona tiroidal (triiodotironina (T3) i tiroxina (T4)) i respon alliberant l'hormona alliberadora de tirotropina (TRH). El TRH estimula la hipòfisi anterior per produir l'hormona estimulant de la tiroide (TSH). La TSH, al seu torn, estimula la tiroide perquè produeixi hormona tiroidal fins que els nivells a la sang tornin a la normalitat. L'hormona tiroidal exerceix un control de retroalimentació negativa sobre l'hipotàlem i la hipòfisi anterior, controlant així l'alliberament tant de TRH de l'hipotàlem com de TSH de la glàndula pituïtària anterior.
Els eixos HHSR, HHG i HHT són tres vies en què l'hipotàlem i la hipòfisi dirigeixen la funció neuroendocrina.